# Karang Menggah
Karang Menggah is een bestuurslaag in het regentschap Pasuruan van de provincie Oost-Java, Indonesië. Karang Menggah telt 2878 inwoners (volkstelling 2010).